# Trachyandra hirsuta
Trachyandra hirsuta är en grästrädsväxtart som först beskrevs av Carl Peter Thunberg, och fick sitt nu gällande namn av Carl Sigismund Kunth. Trachyandra hirsuta ingår i släktet Trachyandra och familjen grästrädsväxter. Inga underarter finns listade i Catalogue of Life.